# 7701 Zrzavý
7701 Zrzavý è un asteroide della fascia principale. Scoperto nel 1990, presenta un'orbita caratterizzata da un semiasse maggiore pari a 2,6906323 UA e da un'eccentricità di 0,2422878, inclinata di 3,30876° rispetto all'eclittica.